# Tratado de Monção
O Tratado de Monção foi assinado no dia 1 de novembro de 1386 pelo rei João I de Portugal e João de Gaunt, duque de Lancaster e pretendente ao trono de Castela. Os dois monarcas teriam jurado aliança e amizade perpétuas, com cláusula de mútua ajuda defensiva; o rei português haver-se-ia comprometido a auxiliar o pretendente na conquista do seu reino, com uma força de 2000 lanças, 1000 besteiros e 2000 peões, inteiramente financiados à sua custa. O duque daria a sua filha Filipa de Lencastre em casamento. E quanto à cedência do território, a retirada do pretendente e a renúncia que acabou por fazer dos seus direitos (1388) tornaram-na falaciosa.
Posteriormente, um segundo tratado de Monção celebrou tréguas, por seis anos, entre João I de Castela e João I de Portugal, e a colaboração de Lourenço Anes Fogaça com restituições mútuas de várias praças militares (29 de novembro de 1389).